# MTV Video Music Awards 2008
Kategorie, nominowani i zwycięzcy MTV Video Music Awards w roku 2008:

## Najlepsze Rockowe Wideo
- Fall Out Boy – "Beat It"
- Foo Fighters – "The Pretender"
- Linkin Park – "Shadow of the Day"
- Paramore – "crushcrushcrush"
- Slipknot – "Psychosocial"

## Najlepsze Żeńskie Wideo
- Mariah Carey – "Touch My Body"
- Katy Perry – "I Kissed A Girl"
- Rihanna – "Take A Bow"
- Jordin Sparks – "No Air"
- Britney Spears – "Piece of Me"

## Najlepsze Męskie Wideo
- Chris Brown – "With You"
- Flo Rida – "Low"
- Lil Wayne – "Lollipop"
- T.I. – "No Matter What"
- Usher – "Love In This Club"

## Najlepsze Hip-Hop'owe Wideo
- Mary J. Blige – "Just Fine"
- Lupe Fiasco – "Superstar"
- Flo Rida – "Low"
- Lil Wayne – "Lollipop"
- Kanye West – "Homecoming"

## Najlepsze Pop'owe Wideo
- Danity Kane – "Damaged"
- Jonas Brothers – "Burnin Up"
- Panic! at the Disco – "Nine In The Afternoon"
- Britney Spears – "Piece of Me"
- Tokio Hotel – "Ready, Set, Go!"

## Najlepszy Układ Taneczny
- Chris Brown – "Forever"
- Danity Kane – "Damaged"
- Madonna – "4 Minutes"
- Ne-Yo – "Closer"
- Pussycat Dolls – "When I Grow Up"

## Najlepszy debiut artystyczny
- Miley Cyrus – "7 Things"
- Katy Perry – "I Kissed A Girl"
- Jordin Sparks – "No Air"
- Taylor Swift – "Teardrops on My Guitar"
- Tokio Hotel – "Ready, Set, Go!"

## Wideo Roku
- Chris Brown – "Forever"
- Jonas Brothers – "Burnin Up"
- Pussycat Dolls – "When I Grow Up"
- Britney Spears – "Piece of Me"
- The Ting Tings – "Shut Up and Let Me Go"

## Na MTV Video Music Awards 2008 wystąpili
- Travis Barker
- DJ AM
- Jonas Brothers
- Kid Rock
- Lil Wayne
- Lupe Fiasco
- Paramore
- Katy Perry
- Pink
- Rihanna
- T-Pain
- T.I.
- The Ting Tings
- Britney Spears